# Éric Winogradsky
Éric Winogradsky (ur. 22 kwietnia 1966 w Neuilly-sur-Seine) – francuski tenisista.
W latach 2004–2011 był trenerem Jo-Wilfrieda Tsongi.

## Kariera tenisowa
Sukcesy odnosił głównie w grze podwójnej, w której wygrał 2 turnieje rangi ATP World Tour oraz awansował do 2 finałów, w tym do finału French Open 1989.
W czerwcu 1986 roku reprezentował Francję w Pucharze Davisa przeciwko Turcji odnosząc zwycięstwo deblowe w parze z Thierrym Tulasne.
W rankingu gry pojedynczej Winogradsky najwyżej był na 89. miejscu (6 lipca 1987), a w klasyfikacji deblowej na 17. pozycji (30 kwietnia 1990).

### Finały w turniejach ATP World Tour
| Nazwa                         |
| ----------------------------- |
| Wielki Szlem                  |
| Igrzyska olimpijskie          |
| ATP Tour World Championships  |
| ATP Masters Series            |
| ATP World Championship Series |
| ATP World Series              |

#### Gra podwójna (2–2)
| Końcowy wynik | Nr | Data                 | Turniej            | Nawierzchnia    | Partner        | Przeciwnicy                   | Wynik finału          |
| ------------- | -- | -------------------- | ------------------ | --------------- | -------------- | ----------------------------- | --------------------- |
| Finalista     | 1. | 11 czerwca 1989      | French Open, Paryż | Ceglana         | Mansur Bahrami | Jim Grabb Patrick McEnroe     | 4:6, 6:2, 4:6, 6:7(5) |
| Zwycięzca     | 1. | 15 października 1989 | Tuluza             | Twarda (hala)   | Mansur Bahrami | Todd Nelson Roger Smith       | 6:2, 7:6              |
| Finalista     | 2. | 5 listopada 1989     | Paryż              | Dywanowa (hala) | Jakob Hlasek   | John Fitzgerald Anders Järryd | 6:7, 4:6              |
| Zwycięzca     | 2. | 5 sierpnia 1990      | Kitzbühel          | Ceglana         | Javier Sánchez | Francisco Clavet Horst Skoff  | 7:6, 6:2              |